# دروازه بهشت (فیلم)
دروازه بهشت (به انگلیسی: Heaven's Gate) فیلمی ۲۱۶ دقیقه‌ای در ژانر حماسی و وسترن به کارگردانی مایکل چیمینو با بازی کریس کریستوفرسون محصول سال ۱۹۸۰ آمریکاست.